# Calosoma denticolle
Calosoma denticolle är en skalbaggsart som beskrevs av Friedrich-August von Gebler 1833. Calosoma denticolle ingår i släktet Calosoma, och familjen jordlöpare. Arten har ej påträffats i Sverige.